# Скулино (Ярославская область)
Скулино — деревня в Переславском районе Ярославской области России. Относится к Пригородному сельскому поселению.

## География
Деревня расположена в центре района, в 2 км восточнее райцентра, на правом берегу реки Мурмиш (правый приток Трубежа). Ближайшие населённые пункты: Большая Брембола в 1 км на запад и Коротково в 0,5 км южнее.

## Население
По состоянию на конец 2012 года насчитывает около 40 дворов, 5 из которых постоянных, зимующих, в количестве 15 человек (в 1973 году жителей было 38).
| 1859 | 1905 | 1926 | 2007 | 2010 |
| ---- | ---- | ---- | ---- | ---- |
| 46   | ↗68  | ↗163 | ↘7   | ↗17  |

## Инфраструктура
В деревне три улицы — Центральная, Дорожная и Заречная.